# 袋井テレビ中継局
袋井テレビ中継局（ふくろいテレビちゅうけいきょく）は、静岡県周智郡森町に開局したデジタルテレビ放送の中継局。

## デジタルテレビ中継局概要
| リモコン 番号 | 放送局名            | チャンネル 番号 | 空中線 電力 | ERP | 偏波面   | 放送対象地域 | 放送区域 内世帯数 | 運用開始日     |
| ------------- | ------------------- | --------------- | ----------- | --- | -------- | ------------ | ----------------- | -------------- |
| 1             | NHK静岡 総合        | 42              | 3W          | 7W  | 水平偏波 | 静岡県       | 約8,800世帯       | 2012年11月26日 |
| 2             | NHK静岡 教育        | 44              | 3W          | 7W  | 水平偏波 | 全国         | 約8,800世帯       | 2012年11月26日 |
| 4             | SDT 静岡第一テレビ  | 48              | 3W          | 7W  | 水平偏波 | 静岡県       | 約8,800世帯       | 2012年11月26日 |
| 5             | SATV 静岡朝日テレビ | 46              | 3W          | 7W  | 水平偏波 | 静岡県       | 約8,800世帯       | 2012年11月26日 |
| 6             | SBS 静岡放送        | 40              | 3W          | 7W  | 水平偏波 | 静岡県       | 約8,800世帯       | 2012年11月26日 |
| 8             | SUT テレビ静岡      | 38              | 3W          | 7W  | 水平偏波 | 静岡県       | 約8,800世帯       | 2012年11月26日 |

## 所在地
- 周智郡森町中川[2][3][4]

## 放送エリア
- 磐田市、袋井市及び周智郡森町の各一部[3][4]

## 歴史
- 2012年
  - 7月19日 - 予備免許交付[3]
  - 10月29日 - 試験放送開始
  - 11月22日 - 本免許交付[4]
  - 11月26日 - 本放送開始[1]

## 補足
- 全局デジタル新局として開局した。